# Preferowana nazwa IUPAC
Preferowana nazwa IUPAC (PIN, ang. preferred IUPAC name) – nazwa systematyczna w nomenklaturze chemicznej, która została wybrana spośród dwóch lub więcej nazw systematycznych bądź ugruntowanych i powszechnie stosowanych nazw tradycyjnych. Powstanie preferowanych nazw wiązało się z potrzebą istnienia unikatowych i jednoznacznych nazw systematycznych, wykorzystywanych m.in. w celach prawnych, patentowych, zdrowia publicznego, bezpieczeństwa chemicznego bądź w handlu międzynarodowym.
Preferowane nazwy IUPAC zostały wprowadzone w publikacji Nomenclature of Organic Chemistry, wydanej przez Międzynarodową Unię Chemii Czystej i Stosowanej (IUPAC) w 2013 roku, będącej uaktualnieniem i rozszerzeniem zasad nazewnictwa w chemii organicznej z 1979 i 1993 roku. Od 2016 roku Komisja Terminologii Chemicznej Polskiego Towarzystwa Chemicznego publikuje polskie tłumaczenia tej publikacji i kolejnych zmian w niej wprowadzanych w publikacji Nomenklatura związków organicznych. Rekomendacje IUPAC i nazwy preferowane 2013. Nazwy te obejmują obecnie (2022) związki organiczne i polimery, a zalecenia dotyczące związków nieorganicznych są w trakcie opracowywania.

## Preferowana nomenklatura IUPAC
Zasady nomenklatury chemicznej umożliwiają najczęściej stworzenie wielu nazw systematycznych dla tej samej struktury, jednak w pewnych przypadkach wskazane jest stosowanie tylko jednej nazwy systematycznej – przykładowo nazwy tworzone zgodnie z zasadami nomenklatury chemicznej są czasem zbyt skomplikowane, by mogły być odczytane przez człowieka, a tym samym porównanie dwóch takich nazw i rozstrzygnięcie, czy opisują one tę samą strukturę, staje się niemożliwe. Stąd w zasadach nazewnictwa z 2013 roku wprowadzono zestaw reguł (nazywanych „preferowaną nomenklaturą IUPAC”) pozwalających na wybranie tylko jednej nazwy danej struktury spośród wielu możliwych nazw systematycznych i nazw tradycyjnych. Pozostałe nazwy systematyczne są dalej zalecane do stosowania w działalności naukowej, np. gdy potrzebne jest wskazanie określonej cechy strukturalnej danego związku.
Poza preferowanymi nazwami IUPAC zasady wyszczególniają również „nazwy wstępnie wybrane” oraz „nazwy zachowane”. Nazwą wstępnie wybraną określa się nazwę struktury niezawierającej atomów węgla (nieorganiczną), która została wybrana jako podstawa przy tworzeniu preferowanych nazw IUPAC organicznych pochodnych tej struktury (np. „kwas fosforowy” jest nazwą wstępnie wybraną i stanowi podstawę do stworzenia preferowanej nazwy „fosforan trimetylu”). Nazwy wstępnie wybrane w nomenklaturze organicznej mogą nie być nazwami preferowanymi w nomenklaturze nieorganicznej, gdy zostanie do niej wprowadzona nomenklatura preferowana IUPAC. Nazwami zachowanymi określa się natomiast nazwy tradycyjne, które z uwagi na powszechność ich stosowania mogą być preferowanymi nazwami IUPAC („kwas octowy”, „pirydyna”), nazwami wstępnie wybranymi („hydrazyna”, „hydroksyloamina”) bądź dopuszczalnymi nazwami w nomenklaturze ogólnej („allen”).

## Przykłady
| Struktura | Preferowana nazwa IUPAC (PIN)   | Inne nazwy                                                       | Źródło |
| --------- | ------------------------------- | ---------------------------------------------------------------- | ------ |
|           | chinolina (nazwa zachowana)     | 1-benzopirydyna benzo[b]pirydyna 1-benzazyna (nazwa niezalecana) | [ 6 ]  |
|           | etenylobenzen                   | styren (nazwa zachowana) winylobenzen fenyloetan fenyloetylen    | [ 6 ]  |
|           | kwas octowy (nazwa zachowana)   | kwas etanowy                                                     | [ 6 ]  |
|           | propan-2-on                     | aceton                                                           | [ 6 ]  |
|           | kwas benzeno-1,2-dikarboksylowy | kwas ftalowy kwas 2-karboksybenzoesowy (nazwa niezalecana)       | [ 7 ]  |
|           | 4H-3,1-benzoksazyna             | 4H-benzo[d][1,3]oksazyna 4H-3,1-benzooksazyna                    | [ 8 ]  |